# August Frank
August Franz Frank (5 aprile 1898 – 21 marzo 1984) è stato un funzionario tedesco delle SS presso l'Ufficio centrale economico e amministrativo delle SS, generalmente noto con le iniziali tedesche WVHA. La WVHA era, tra l'altro, responsabile dell'amministrazione dei campi di concentramento nazisti. Dopo la guerra, i funzionari superiori della WVHA, incluso Frank, furono tutti processati e condannati per crimini contro l'umanità.

## Biografia

### Gli inizi della carriera nazista
Frank si unì alle SS il 1 maggio 1932 e al partito nazista il 1 gennaio 1933. Dal 1933 al 1935, Frank lavorò con mansioni amministrative minori in relazione a una serie di piccole industrie nel campo di concentramento di Dachau gestite dai detenuti, la maggior parte dei quali riguardava la manutenzione dei campi di concentramento.

### Ascesa nella gerarchia nazista
Nel 1935, su richiesta di Oswald Pohl, Frank divenne Ufficiale Amministrativo delle SS delle SS-Verfügungstruppe e delle guardie dei campi di concentramento, le SS-Totenkopfverbände, anche se la presenza di un rivale in ufficio in qualche modo ha limitato la sua autorità nello svolgimento del secondo incarico. Nel febbraio 1940, Frank divenne capo dei rifornimenti delle unità Waffen-SS e delle SS-Totenkopfverbände sotto Pohl.

### Amministratore del campo di concentramento
Quando la WVHA fu inquadrata nel 1942, divenne vice capo della WVHA e capo del Dipartimento (Amtsgruppe) A, la divisione amministrativa della WVHA. Ha ricoperto questo incarico fino al 1 settembre 1943, quando gli fu permesso di dimettersi per poi diventare capo amministrativo della Ordnungspolizei. L'Amtsgruppe A era il ramo amministrativo della WVHA e comprendeva cinque uffici (Ämter), come segue:
- Amt A-1: bilanci.
- Amt A-2: finanza e libro paga.
- Amt A-3: questioni legali.
- Amt A-4: ufficio di revisione.
- Amt A-5: personale.[1]

## Il processo Pohl

### Coinvolgimento nell'Olocausto
Una regola della pianificazione dettagliata che Frank e altri nazisti hanno usato nella messa in atto dell'Olocausto e nella privazione della proprietà degli ebrei assassinati può essere misurata da un memorandum preparato da Frank il 26 settembre 1942: Frank ha dato istruzioni su come trattare la biancheria intima delle vittime di omicidio. Questo memorandum, quando venne alla luce dopo la guerra, svolse un ruolo chiave nel confutare le affermazioni di Frank secondo cui non sapeva che gli ebrei venivano assassinati in massa nei campi di sterminio dell'Operazione Reinhard. Il memorandum è anche notevole come esempio dell'uso dell'eufemismo nazista "evacuazione" degli ebrei, che significava il loro omicidio sistematico.

### Crimini contro l'umanità
Dopo la seconda guerra mondiale, Frank fu processato con l'accusa di aver commesso crimini contro l'umanità durante il suo lavoro alla WVHA. La corte si è occupata della condotta di Frank tra il 1 settembre 1939 e il 1 settembre 1943. La difesa di Frank sosteneva che le uniche persone nei campi di concentramento fossero composte esclusivamente da cittadini tedeschi che erano o criminali abituali o autentiche minacce al regime nazista. Questa argomentazione è stata respinta dalla corte, che ha scoperto che Frank conosceva e partecipava attivamente al programma di lavoro forzato nazista.
La corte ha ritenuto che le seguenti prove, tra le altre cose, dimostrassero la conoscenza di Frank del programma internazionale di lavoro forzato che i campi di concentramento nazisti mettevano in atto:
- una lettera di Oswald Pohl, datata 26 giugno 1942, a tutti i capi dell'Amtsgruppen incluso Frank, in cui si affermava che il capo di ogni filiale che riceveva prigionieri, o anche prigionieri di guerra, per lavoro era responsabile della prevenzione della fuga, rapina e sabotaggio;
- una lettera firmata da Oswald Pohl, ma in realtà dettata da Frank, a Heinrich Himmler, che esaminava i comandanti di molti dei campi di concentramento e le loro qualifiche e raccomandazioni per riassegnazioni, distaccamenti e promozioni.
- il memorandum di Frank del 26 settembre 1942 agli amministratori delle SS a Lublino e Auschwitz, ordinava di rimuovere la stella ebraica dagli indumenti dei detenuti deceduti.[2]

Sembra che Frank abbia pianificato di trarre profitto personalmente dal lavoro nei campi di concentramento. Era socio con Georg Lörner, un altro funzionario WVHA, in un'impresa di pelle e tessuto a Dachau. Sulla base di questa e di altre prove, la corte ha respinto la testimonianza di Frank come incredibile:

### Coinvolgimento nel genocidio
L'avvocato di Frank ha affermato che Frank "non ha lavorato per gli obiettivi politici del nazionalsocialismo". Questa posizione è stata respinta dal tribunale:
In particolare, Frank al suo processo ha affermato di essere venuto a conoscenza del programma di sterminio ebraico solo dopo aver ascoltato il discorso di Himmler a Posen il 4 ottobre 1943, un mese dopo aver lasciato la WVHA. A questo punto, i nazisti avevano quasi completato le uccisioni di massa degli ebrei della Polonia e delle aree vicine dell'Europa orientale in quella che è diventata nota come Aktion Reinhard.
Frank si occupò dell'enorme quantità di proprietà personali che furono derubate agli ebrei mentre erano vivi o rubate dai loro corpi (c'erano 2.000 auto cariche di tessuti, per esempio). Nel suo memorandum del 26 settembre 1942, Frank aveva scelto di designare questa proprietà come "bene ebraico nascosto e rubato". La corte ha respinto l'affermazione di Frank secondo cui non poteva conoscere l'origine di questi beni:
Frank sosteneva di non sapere e di non avere motivo di sapere che le persone da cui provenivano le proprietà erano state assassinate in massa; ha testimoniato che pensava che tutte le proprietà accumulate dall'operazione Reinhard provenissero da ebrei che erano morti naturalmente nei campi di concentramento. La corte respinse questa censura, basandosi nuovamente sulle categorie di beni di cui Frank si era occupato nel suo memorandum del 26 settembre 1942:

### Assolto per omicidio di massa
Sebbene la corte avesse stabilito che Frank era penalmente responsabile per il programma di lavoro forzato e il saccheggio delle proprietà ebraiche, è sfuggito alla responsabilità penale per gli omicidi stessi, poiché la corte lo considerava generalmente coinvolto solo dopo che le persone erano già state assassinate.

### Membro di un'organizzazione criminale (SS nazista)
Frank fu riconosciuto colpevole anche di essere membro di un'organizzazione criminale, e cioè delle SS naziste. Il grado più alto di Frank nelle SS era il tenente generale, Obergruppenführer.

## Sentenza e commutazione della pena
Il 3 novembre 1947 Frank fu condannato all'ergastolo dal tribunale con le seguenti parole:
Nel 1951 la condanna di Frank fu commutata a 15 anni di carcere. Morì nel marzo 1984.